# Vittoriosa Stars Football Club
Vittoriosa Stars Football Club è una società calcistica maltese con sede nella città di Vittoriosa (o Birgu). 

## Storia
Il primo club rappresentante la città di Vittoriosa nel panorama calcistico nazionale era tale Melita-Vittoriosa, che prese parte a 2 campionati nazionali, nel 1912-1913 e nel 1913-1914.
Nel 1914 il Vittoriosa Rovers prese il posto della precedente squadra. Questa partecipò a 5 tornei nazionali (1914-1915, 1916-17, 1922-23, 1923-24, 1924-25) raggiungendo come miglior risultato il secondo posto nella loro penultima apparizione.
Nel 1934 comparve la squadra Vittoriosa Stars. Questa conquistò nel 1939 l'accesso alla seconda serie e nel 1954-55 la sua prima promozione in massima divisione. La prima apparizione non fu fortunata; con l'ottavo ed ultimo posto nel successivo torneo, la squadra retrocesse. Dopo 5 anni di militanza nella serie cadetta, gli Stars scesero ulteriormente di categoria nel 1960-61. Passarono dieci anni, prima che il club riuscisse a risalire; dopo un tentativo fallito nel 1964-65 (sconfitta agli spareggi promozione), la promozione riuscì nel 1970-71.
Nel 1975-76, dopo venti anni, il Vittoriosa Stars riuscì a conquistare nuovamente la promozione in massima divisione. La permanenza al primo livello nazionale durò due anni; dopo il sesto posto conquistato nel 1976-77, nel torneo successivo il club non riuscì ad evitare l'ultimo posto e la retrocessione.
Nella stagione 2008-09, con il secondo posto in First Division (secondo livello), la squadra di Birgu conquista, dopo 31 anni, la promozione in Premier League. A causa di un caso di corruzione però, all'inizio della stagione 2009-10 la MFA decide di relegarla nuovamente in First Division, insieme al Marsaxlokk. Alla fine del torneo, un nuovo secondo posto consente agli Stars di centrare nuovamente la promozione.
Il club ha disputato l'ultima stagione nella massima serie nel campionato 2013-14. Nella stagione 2019-20 milita nella seconda serie del campionato maltese.

## Rose delle stagioni precedenti
- 2010-2011

## Palmarès

### Altri piazzamenti
- First Division (Malta):

Secondo posto: 2008-2009, 2009-2010, 2012-2013
- Second Division (Malta):

Secondo posto: 2005-2006